# Topolino e il castello sulla Luna
Topolino e il castello sulla Luna è una storia a fumetti con personaggi della Disney scritta e disegnata da Casty, pubblicata sulla rivista Topolino n. 3321 e 3322 nel 2019. Fu pubblicata per celebrare i 50 anni dallo sbarco del primo uomo sul suolo lunare.

## Trama
Tre astronauti sulla Luna vengono aggrediti da creature aliene; intanto, sulla Terra, Topolino e Pippo vanno a trovare lo zio di quest’ultimo, Bippo, un ex astronauta che è anche l’ultimo uomo che è stato sulla Luna dove ha intravisto un castello; dopo che i viaggi verso la Luna sono stati interrotti, per dimostrare di non essere un ciarlatano, decide di organizzare un nuovo viaggio verso la Luna costruendo un razzo nel suo fienile. Mentre i tre parlano, irrompono degli agenti segreti di un'organizzazione che ha una base sulla Luna che però da giorni, dopo aver subito un misterioso attacco, ha interrotto le comunicazioni con la Terra e quindi, abbisognano di un mezzo per tornare sulla Luna per scoprire cosa è successo.  Topolino, Pippo e Bippo partono per salvare gli scienziati e sveleranno il mistero del castello.

## Storia editoriale
La storia, divisa in due parti, venne pubblicata sulla rivista di fumetti Topolino nel 2019. Fu scritta e disegnata da Casty e inchiostrata da  Luca Giorgi.